# Comité des conseillers juridiques sur le droit international public
Le Comité des conseillers juridiques sur le droit international public (CAHDI) désigne le comité intergouvernemental qui réunit les conseillers juridiques des États membres du Conseil de l'Europe ainsi que ceux des États et organisations observateurs.
Le CAHDI se réunit deux fois par an, la première réunion de 2008 a eu lieu à Strasbourg du 6 au 7 mars 2008 et la suivante à Londres du 8 au 9 octobre 2008.

## Objectifs
Les objectifs sont de développer le rôle du droit international public et rapprocher les vues des États, mais également de partager les expériences et les pratiques par des échanges de vues sur des questions d'actualité .
La création d'un cadre de coopération internationale permet de renforcer le rôle du droit international public et ainsi exercer une influence sur son développement par des contacts et des échanges d'expériences entre les conseillers juridiques.
Le suivi des travaux entrepris dans d'autres enceintes internationales dans les domaines de compétence du CAHDI et l'aide aux États membres à adopter des positions communes est également du ressort de ce comité.
Les questions traitées par le CAHDI concernent par exemple : 
- la succession d'États et les questions de reconnaissance[3],
- le classement des documents en matière de droit international public,
- le rôle des dépositaires des traités internationaux,
- les dettes des missions diplomatiques,
- l'immunité des États[4],[5],
- les développements concernant les tribunaux pénaux internationaux et la Cour pénale internationale[6].

## Textes juridiques
Il y a plusieurs textes au sujet du travail du CAHDI, notamment :
Les traités européens
- la Convention européenne pour le règlement pacifique des différends[7]
- la Convention européenne sur les fonctions consulaires[8]
- le Protocole relatif à la protection de réfugiés[9]
- le Protocole relatif aux fonctions consulaires en matière d'aviation civile[10]
- la Convention européenne relative à la suppression de la législation des actes établis par les agents diplomatiques ou consulaires[11]
- la Convention européenne sur l'immunité des États[12] et son Protocole additionnel[13]

Les Résolutions et Recommandations du Comité des Ministres du Conseil de l'Europe
- la Résolution (64) 10 relative à la publication de répertoires de la pratique des États en matière de droit international public[14]
- la Résolution (68) 17 relative au plan modèle de classement des documents concernant la pratique des États en matière de droit international public[15].